# 奥地利国庆日
奥地利国庆日从1965年起在每年的10月26日庆祝，当时称作「旗帜日」（德語：Tag der Fahne）。1967年起，改称为「国庆日」（德語：Nationalfeiertag），并由奥地利法律确定为公共假日。

## 历史

### 1955年以前
历史上奥地利第一共和国第一次在1919年11月12日庆祝国庆日，这一天是第一共和国在第一次世界大战后的成立周年纪念日。
1934年在奥地利法西斯掌权之后，奥地利通过了新的宪法，将宪法颁布的5月1日，订为了奥地利新的国庆日。这一日期一直保持直到德奥合并后1938年到1945年在纳粹的统治之下的奥地利。
从1945年第二次世界大战结束后到1955年盟军占领时期结束的这段时间奥地利没有国庆日。

### 1955年到1964年：“旗帜日”
1955年5月15日《奥地利国家条约》的签订使奥地利重新获得独立。这一条约必须得到所有盟国（法国、英国、苏联和美国）的批准，法国在1955年7月27日将其批准文件最后一个放在了莫斯科的苏联外交部的奥地利国家条约存放处。从这时起，根据协议内容，四国占领军将在90天内完全撤出奥地利。1955年10月25日是90天期限的最后一天，这一天英国军队向奥地利官方移交了其位于克拉根福最后一座兵营。而直到10月29日大约20名英国士兵以及他们的长官E.T.罗伯茨上校才带着当地居民的礼物从克恩顿州离开。最后一名苏联士兵在维也纳时间9月19日20点离开了奥地利，但直到现在仍有说法指苏联最后一名士兵在10月26日离开奥地利。

1955年10月26日，是根据奥地利国家条约的规定，奥地利的领土上第一天没有外国军队驻扎的日子。这一天奥地利国民议会根据奥地利联邦宪法追溯这一天为奥地利永久中立的起始点。 
1956年9月11日奥地利政府接受了将每年的10月26日订为“奥地利旗帜日”的建议这一纪念日被确定了下来。奥地利联邦政府通过这一纪念日，更重要的是宣示其中立政策，而非纪念最后一名占领军士兵的离开。

### 1965至今：“国庆日”
1965年，人们向奥地利议会和政府提议，从以下日期中选择一天作为“国庆日”：
- 11月12日（第一共和国成立日）
- 4月27日（1945年的这一天重新组建的奥地利共产党，奥地利人民党，奥地利社会民主党等各个政党一致通过了奥地利独立宣言[3]，并援引莫斯科宣言成立了奥地利临时政府）
- 5月15日（1955年奥地利国家条约的签署日）
- 10月26日（根据奥地利联邦宪法确定的奥地利中立的起始日）

## 庆祝活动
奥地利各地会举办各种活动来庆祝国庆日。

## 参看
- 山的土地，河的土地
- 奥地利历史